# Syndrome de Lown-Ganong-Levin

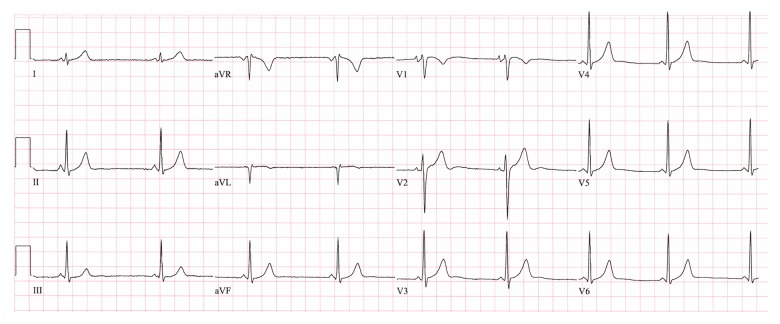
ECG enregistré chez un patient atteint du syndrome de Lown-Ganong-LevineEspace PR court visible

Le syndrome de Lown-Ganong-Levine (LGL) est un trouble rare de la conduction cardiaque appartenant aux syndromes de pré-excitation. À l'électrocardiogramme, ce syndrome se caractérise par un intervalle PR raccourci avec des complexes QRS de morphologie normale. Si l’on pensait autrefois qu’il résultait d’une voie de conduction électrique anormale reliant directement les oreillettes aux ventricules, les recherches actuelles suggèrent que, dans la majorité des cas, il s’agirait plutôt d’une transmission excessivement rapide de l’influx électrique à travers le nœud auriculo-ventriculaire. Le syndrome doit son nom à Bernard Lown, William Francis Ganong, Jr. et Samuel A. Levine,.

## Physiopathologie
Dans le syndrome de Lown-Ganong-Levine, un faisceau accessoire appelé faisceau de James permet à l’influx de passer des oreillettes directement au faisceau de His, court-circuitant ainsi le nœud auriculo-ventriculaire et rendant l’intervalle PR court. Contrairement au syndrome de Wolff-Parkinson-White, il n’y a pas d’onde delta, car les ventricules ne sont pas activés prématurément : la dépolarisation suit le circuit normal, ce qui explique des QRS normaux. Aujourd’hui, on considère plutôt que ce tableau est dû à un nœud AV hyperfonctionnel plutôt qu’à un véritable faisceau accessoire. Ce syndrome n’entraîne pas de risque accru de tachycardie.